# I’m Too Sexy
I’m Too Sexy ist ein Popsong der britischen Band Right Said Fred aus dem Jahr 1991. Das Stück war die Debütsingle der Gruppe und persifliert männliches Posing-Verhalten in Fitnessstudios und auf Laufstegen. 1992 erreichte es in einer Reihe von Ländern den ersten Platz der Charts, darunter in den USA und in Österreich.

## Entstehungsgeschichte

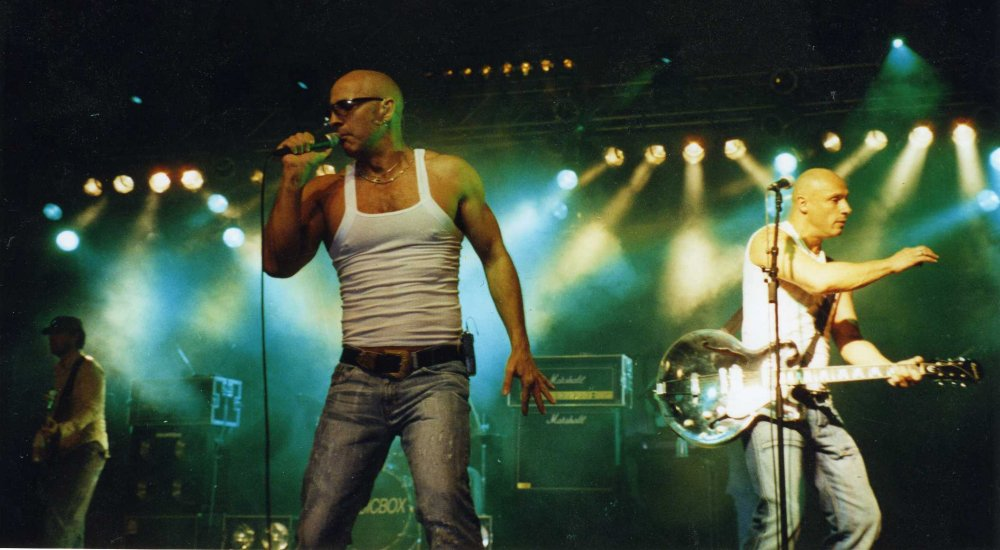
Right Said Fred – vorne Richard, rechts Fred Fairbrass

Das Lied entstand im Spätsommer 1990 in London, wohin die Fairbrass-Brüder zurückgekehrt waren, nachdem sie einige Jahre lang in New York City gelebt und als Musiker gearbeitet hatten. Mit dem Lied wollten sie nach eigenen Worten den Hedonismus und den Aufstieg der Supermodels Ende der 1980er-Jahre ins Lächerliche ziehen.
Die Fairbrass-Brüder werden in unterschiedlichen Quellen als Leiter eines Londoner Fitnessstudios oder des Tanzstudios Dance Attic in Fulham beschrieben; nach anderen Quellen waren sie hingegen lediglich regelmäßige Besucher eines Fitnessstudios. In einem Interview aus dem Jahr 2017 behauptete Richard Fairbrass, er habe in diesem Umfeld „viel Narzissmus und Posing“ gesehen. Das habe ihn im September 1990 bei Proben in einem überhitzten Studio spontan dazu inspiriert, sich unter dem Ausruf „I’m too sexy for my shirt“ das Oberhemd vom Körper zu reißen. Um diese Zeile herum entwickelten die Fairbrass-Brüder anschließend ein ganzes Lied.
In der Demoversion war I’m Too Sexy zunächst als Indie-Rock-Song arrangiert. Nachdem sie kein Plattenlabel für diese Version des Liedes gefunden hatten, machten die Fairbrass-Brüder auf Anregung des Musikpromoters Guy Holmes aus dem Stück eine Dance-Nummer. In diesem Arrangement erhielten sie einen Vertrag bei dem kleinen Tug-Label, das I’m Too Sexy im Sommer 1991 zunächst auf den britischen Inseln und dann nach und nach weltweit herausbrachte. Zum Durchbruch in Großbritannien kam es, als das Lied einigen DJs und dem Produzenten der Simon Bates Morning Show bei BBC Radio 1 vermittelt wurde. Bates spielte das Lied daraufhin wiederholt in seiner landesweit ausgestrahlten Radiosendung. Die Tanzbewegungen der Fairbrass-Brüder, die den Schaulauf auf dem Catwalk imitieren, wurden Ende 1991 weltweit auf Tanzflächen in Clubs und Discotheken nachgeahmt.

## Musik und Text
Das Lied besteht aus drei unterschiedlich langen Strophen, die zweimal durch den Refrain unterbrochen werden. Das von Richard Fairbrass gesungene lyrische Ich ist laut Refrain ein männliches Model und dreht vor allem seine Runden auf dem Laufsteg („Catwalk“). Zu Beginn des Liedes befürchtet er, dass seine Freundin ihn verlassen werde, weil er zu sexy für sie sei. In den einzelnen Strophen reiht er dann zahlreiche Orte und Dinge aneinander, für die er sich ebenfalls als zu sexy empfindet: (die Modewochen in) Mailand, New York City und Japan, ferner für seine Katze, sein Auto, seinen Hut und sein Hemd. Konsequenterweise endet das Lied mit den Worten „I’m too sexy for this song.“ Die Vergleichsobjekte wurden laut Fred Fairbrass bewusst ausgewählt, um das Lächerliche des Posing-Verhaltens zu unterstreichen. Die Lyrik wird insgesamt als schlicht und rhythmisch beschrieben. Fred Fairbrass hält sie für einfach und anpassungsfähig, sodass der vergleichende Ansatz auch mit „allen möglichen anderen Dingen“ („anything“) funktioniert. Die Melodie des Liedes wurde, auf einer Basslinie in E-Dur aufbauend, von Rob Manzoli entwickelt. Das Gitarrenriff übernahm Manzoli von Jimi Hendrix’ Third Stone From The Sun.

## Produktion
I’m Too Sexy wurde im Frühjahr 1991 in den Red Bus Recording Studios in London eingespielt. Produzent war der Discjockey TommyD (Tom Asher Danvers). Die elektronischen Passagen der Musik wurden von Brian Pugsley und Ian Craig Marsh programmiert. Phil Spalding spielte den Bass. Toningenieur war Graham Bonnett.

## Veröffentlichungen
I’m Too Sexy wurde zunächst als Single veröffentlicht. In Großbritannien brachte Tug Records die Platte am 15. Juli 1991 auf den Markt. In den USA erfolgte der Vertrieb über Charisma Records, in Deutschland durch Edel Records über das Sublabel Control. 1992 erfolgte eine Neuveröffentlichung auf Up, dem ersten Right-Said-Fred-Album.

## Musikvideo
Das Musikvideo zu I’m Too Sexy wurde zum Teil im Londoner Stadtteil Notting Hill gedreht. Regisseur war James LeBron. Ursprünglich war geplant, alle Aufnahmen in einem Studio zu machen. Weil am ersten Drehtag die Stromversorgung zusammenbrach und nicht rechtzeitig repariert werden konnte, improvisierte LeBron für den zweiten Tag eine Reihe von Außenaufnahmen. Das Video zeigt die durchtrainierten Fairbrass-Brüder – vor allem Sänger Richard – mit knappen Hemden oder unbekleidetem Oberkörper, umringt von weiblichen Models in knappen Bikinis und hohen Schuhen, die die Rolle der Modefotografen spielen. In einer frühen Außenszene reißt Ray Manzoli beiden Fairbrass-Brüdern im Vorbeigehen die losen Shirts vom Leib. LeBron, der auch als Modefotograf arbeitete, ergänzte die Filmsequenzen um einige Aufnahmen aus seinem privaten Portfolio. Die Produktionskosten für das Video beliefen sich auf etwa 5.000 £.

## Rezensionen
Dem Lied wird eine fröhliche Stimmung attestiert. Zeitgenössische Rezensenten betrachteten das Lied überwiegend wohlwollend. I’m Too Sexy war „frech, witzig und es zeigte die Unabhängigkeit der Band“. Es sei der komischste Hit des Jahres 1991 und ein humorvoller, aber missverstandener Seitenhieb auf männliches Imponiergehabe. Rückblickend wird das Lied allerdings auch als „nervig“ (annoying) wahrgenommen; manche zählen es zu den schlechtesten jemals aufgenommenen Liedern.

## Kommerzieller Erfolg

### Chartplatzierungen
Das Lied wurde zuerst 1991 in Großbritannien veröffentlicht. Dort erreichte es Platz zwei in den Charts hinter Bryan Adams’ Ballade (Everything I Do) I Do It for You aus dem Spielfilm Robin Hood – König der Diebe und hielt sich sechs Wochen lang auf Rang zwei. Damit egalisierte I’m Too Sexy einen Rekord, den Vader Abraham 1978 mit der englischen Version von ’t Smurfenlied aufgestellt hatte. Insgesamt 17 Wochen in den Charts vertreten, lag I’m Too Sexy am Ende auf Platz 4 der britischen Jahrescharts 1991. Am 21. Dezember 1991 stieg das Lied zunächst auf Platz 67 in die amerikanischen Billboard Hot 100 ein. 1992 erreichte I’m Too Sexy neben den USA auch erste Positionen der nationalen Charts in Österreich, Australien, Kanada, Irland und Neuseeland.
| ChartsChartplatzierungen       | Höchstplatzierung | Wochen |
| ------------------------------ | ----------------- | ------ |
| Deutschland (GfK)              | 14 (14 Wo.)       | 14     |
| Österreich (Ö3)                | 1 (25 Wo.)        | 25     |
| Vereinigte Staaten (Billboard) | 1 (21 Wo.)        | 21     |
| Vereinigtes Königreich (OCC)   | 2 (17 Wo.)        | 17     |

### Auszeichnungen für Musikverkäufe
| Land/Region                  | Auszeichnungen für Musikverkäufe (Land/Region, Auszeichnung, Verkäufe) | Verkäufe  |
| ---------------------------- | ---------------------------------------------------------------------- | --------- |
| Australien (ARIA)            | Platin                                                                 | 70.000    |
| Kanada (MC)                  | Gold                                                                   | 50.000    |
| Neuseeland (RMNZ)            | Gold                                                                   | 7.500     |
| Österreich (IFPI)            | Gold                                                                   | 25.000    |
| Vereinigte Staaten (RIAA)    | Platin                                                                 | 1.000.000 |
| Vereinigtes Königreich (BPI) | Gold                                                                   | 400.000   |
| Insgesamt                    | 4× Gold · 2× Platin ·                                                  | 1.552.500 |

## Coverversionen und Adaptionen
- 1992 produzierte Saint Etienne eine Coverversion von I’m Too Sexy, die den Text des Originals weiterschrieb und zusätzliche Bezugsobjekte ins Spiel brachte, für die der Sänger „zu sexy“ war. Saint Etienne band auch das musikalische Thema des von Vladimir Cosma komponierten Soundtracks zum Fernsehfilm Die Abenteuer des David Balfour in die Komposition ein. Das Stück erschien auf dem Album The Fred EP.
- Hape Kerkeling nahm unter dem Titel Siegfried ist sexy eine deutschsprachige Version mit einem Text von Achim Hagemann auf, das 1993 auf dem Soundtrack zum Film Kein Pardon erschien.
- Der Kabarettist Ottfried Fischer produzierte 1993 eine deutschsprachige Coverversion mit dem Titel Sexy.[18]
- Alvin und die Chipmunks spielten 1996 eine Coverversion für das Album Club Chipmunk: The Dance Mixes ein.
- Die Sugababes verwendeten einzelne Themen aus I’m Too Sexy für die 2009 erschienene Single Get Sexy.
- 2017 verwendete Taylor Swift Teile der Melodie von I’m Too Sexy für ihr Lied Look What You Made Me Do; deshalb sind neben Swift und Jack Antonoff auch die Fairbrass-Brüder und Rob Manzoli als Songwriter genannt.[19]
- 2019 produzierten DeSchoWieda zusammen mit den Fairbrass-Brüdern eine mit Blasmusik unterlegte Coverversion mit dem Titel I’m Too Sexy (auf da Bierbank).